# 4-я флотилия эскадренных миноносцев кригсмарине
4-я флотилия эскадренных миноносцев кригсмарине (нем. 4. Zerstörer-Flottille) — подразделение военно-морского флота нацистской Германии, одна из 7 флотилий эскадренных миноносцев ВМФ Германии периода Второй мировой войны.

## История
Флотилия была сформирована 4 апреля 1939 года из 5-го дивизиона эсминцев. Командиром флотилии был назначен фрегаттен-капитан Эрих Бей.
Флотилия была расформирована 5 мая 1940 года и повторно сформирована 10 октября 1942 года. Фактический состав флотилий зачастую менялся, штабу флотилии могли подчиняться эсминцы других соединений, участвующие в общей операции или сосредоточенные на одном театре военных действий.
В 1943—1944 гг. базировалась в Норвегии, в конце 1944 г. перешла в Балтийское море.

## Состав
В состав 4-й флотилии в 1939—1940 гг. в разное время входило 5 эсминцев типа 1934A, в том числе «Вольфганг Ценкер» (Z-9), «Ганс Лоди» (Z-10), «Бернд фон Арним» (Z-11), «Эрих Гизе» (Z-12), «Эрих Кёлнер» (Z-13). В 1942—1945 гг. в состав флотилии входили эсминцы типа 1936A Z-29 и Z-30, типа 1936A(Mob) Z-31, Z-32, Z-33, Z-34, Z-37, Z-38, Z-39.

## Командиры
| Время                           | Командующий флотилией                        |
| ------------------------------- | -------------------------------------------- |
| 4 апреля 1939 — 5 мая 1940      | капитан-цур-зее Эрих Бей;                    |
| 10 октября 1942 — 9 апреля 1943 | фрегаттен-капитан Георг Ленгхельд;           |
| 10 апреля 1943 — 12 ноября 1944 | капитан-цур-зее Рольф Йоханнсенссон;         |
| 13 ноября 1944 — 10 мая 1945    | капитан-цур-зее барон Губерт фон Вангенхайм; |